# Phobetes cerinostomus
Phobetes cerinostomus är en stekelart som först beskrevs av Johann Ludwig Christian Gravenhorst 1829.  Phobetes cerinostomus ingår i släktet Phobetes och familjen brokparasitsteklar. Arten är reproducerande i Sverige. Utöver nominatformen finns också underarten P. c. moldavitor.